# Atropello masivo de Vancouver de 2025
El ataque con vehículo de Vancouver de 2025 ocurrió el 26 de abril de 2025, durante el festival del Día de Lapu Lapu, una celebración pública de la comunidad filipina en Vancouver, Columbia Británica, Canadá. El ataque dejó once personas muertas y más de veinte heridas, convirtiéndolo en el ataque más mortífero en la historia de Vancouver, superando al ataque con camioneta de Toronto de 2018.
Según el Departamento de Policía de Vancouver, el ataque con vehículo no fue un acto de terrorismo.

## Ataque
El 26 de abril de 2025, aproximadamente a las 8:14 p.m. de hora local, un hombre de 30 años condujo un SUV Audi Q7 negro hacia una sección de Fraser Street al sur de East 41st Avenue. La calle se había convertido en una zona de camiones de comida para servir a la fiesta del barrio del Día de Lapu-Lapu, que se celebró en la escuela secundaria John Oliver. Los testigos describieron cuerpos que salieron volando al impactar con el auto, y los videos mostraron restos y víctimas esparcidas a lo largo de un largo tramo de carretera después del ataque. El ataque se produjo después de una actuación del rapero y cantante apl.de.ap de los Black Eyed Peas. Se ha confirmado la muerte de once personas.

## Sospechoso
El conductor, Kai-Ji Adam Lo, un hombre de 30 años conocido por la policía antes del incidente, fue detenido por transeúntes después de intentar huir y puesto bajo custodia por la policía. Fue acusado de ocho cargos de asesinato en segundo grado según la sección 235 del Código Penal de Canadá y compareció ante el tribunal para una audiencia de fianza en la tarde del 27 de abril. Lo permanecerá bajo custodia policial después de no solicitar la libertad bajo fianza durante la comparecencia. Si es declarado culpable, Lo será condenado a cadena perpetua.

## Víctimas
Al menos 11 personas, de entre 5 y 65 años de edad, murieron y más de 20 resultaron heridas. El Hospital General de Vancouver recibió varias víctimas  y al menos un hospital anunció un código naranja, lo que indica un incidente con muchas víctimas.